# عاتكة بنت زيد
عاتكة بنت زيد بن عمرو بن نفيل العدوية القرشية صحابية جليلة هي أخت الصحابي الجليل سعيد بن زيد وابنة عم الصحابي الجليل عمر بن الخطاب، عرفت بالبلاغة وفصاحة القول.وانها زوجة الأربع شهداء 

## نسبها
- هي: عاتكة بنت زَيْد بن عَمْرو بن نُفَيل بن عبد العُزَّى بن رِيَاح بن عبد اللّه بن قُرْط بن رِزاح بن عَدِيّ بن كَعْب بن لُؤَي[1] بن غالب بن فهر بن مالك بن النضر بن كنانة بن خزيمة بن مدركة بن إلياس بن مضر بن نزار بن معد بن عدنان.[2]
- أمها: أم كرز بنت الحضرمي.
- أسلمت وبايعت وهاجرت، تزوجها عبد الله بن أبي بكر، فلما استشهد تزوجها زيد بن الخطاب ثم عمر بن الخطاب.[3] ثم الزبير بن العوام. حتى قيل من أراد الشهادة فليتزوج عاتكة (زوجة الاربع شهداء)
- أخوها لأبيها: سعيد بن زيد، هو أحد العشرة المبشرين بالجنة، ومن السابقين الأولين إلى الإسلام.
- هي ابنة عم الخليفة الراشد الثاني عمر بن الخطاب، حيث يُعتبر الخطاب بن نفيل والد عمر بن الخطاب عم زيد بن عمرو بن نفيل والدها، وأخاه لأمه أيضًا، وذلك لأن عمرو بن نفيل كان قد خلف على امرأة أبيه بعد أبيه - وكانت عادة في الجاهلية - وكان لها من نفيل أخوه الخطاب.[4]

## سيرتها
أسلمت وهاجرت وكانت من حسان النساء وعبادهن، تزوجها عبد الله بن أبي بكر وقتل عنها في غزوة الطائف مع رسول الله، وتزوجها بعده الخليفة عمر بن الخطاب وقتل عنها، ثم تزوجها الزبير بن العوام وقتل عنها، حتى قالت: «لا أتزوج بعد ذلك إني لأحسبني لو تزوجت جميع أهل الأرض لقتلوا عن آخرهم». وقيل: «من أراد الشهادة فليتزوج بعاتكة بنت نفيل».

## مَوْت أزواجها
كانت عاتكة بنت زيد بن عمرو بن نفيل عند عبد الله بن أبي بكر الصديق رضي الله عنه فقتل عنها، فخلف عليها عمر بن الخطاب فقتل عنها، فخلف عليها الزبير، فقتل، فخلف عليها محمد بن أبي بكر فقتل. فقال عبد الله بن عمر: من سره الشهادة فليتزوج عاتكة. فبلغها ذلك فقالت: من سره أن يكون بيضة البلد، حبلى لا تطير ولا تلد فليكن كعبد الله. فبلغ ذلك عبد الله بن جعفر الطيار فضحك وقال: ما هو كما قالت إنه لمصباح بلد، وابن كهف الإسلام.

## وفاتها
ماتت في أول خلافة معاوية في 41 هجرية.
قال ابن كثير: "توفيت سنة 41هـ في خلافة معاوية: عاتكة بنت زيد بن عَمْرِو بْنِ نُفَيْلِ بْنِ عَبْدِ الْعُزَّى، وَهِيَ أُخْتُ سَعِيدِ بْنِ زَيْدٍ أَحَدُ الْعَشَرَةِ، أَسْلَمَتْ وَهَاجَرَتْ وَكَانَتْ مِنْ حِسَانِ النِّسَاءِ وَعُبَّادِهِنَّ، تَزَوَّجَهَا عبيد اللَّهِ بْنُ أَبِي بَكْرٍ فَتَتَيَّمَ بِهَا، فَلَمَّا قتل في غزوة الطائف آلت أن لا تزوج بَعْدَهُ، فَبَعَثَ إِلَيْهَا عمر بن الخطاب - وَهُوَ ابْنُ عَمِّهَا - فَتَزَوَّجَهَا، فَلَمَّا قُتِلَ عَنْهَا خَلَفَ بعده عليها الزبير بن العوام، فقتل بِوَادِي السِّبَاعِ، فَبَعَثَ إِلَيْهَا علي بن أبي طالب يخطبها فقالت: إِنِّي أَخْشَى عَلَيْكَ أَنْ تُقْتَلَ، فَأَبَتْ أَنْ تتزوجه ولو تزوجته لقتل عنها أيضاً، فإنها لم تزل حَتَّى مَاتَتْ فِي أَوَّلِ خِلَافَةِ مُعَاوِيَةَ فِي هذه السنة رضي الله عنها.